# テレビ等 (2ちゃんねる・5ちゃんねるカテゴリ)
テレビ等（テレビなど）は、匿名掲示板2ちゃんねる（2ちゃんねる (2ch.net)、2ちゃんねる (2ch.sc)、5ちゃんねる）の中のカテゴリの中の1つ。各種テレビ・ラジオに関する話題を話す板をまとめている。
当カテゴリ内にあるほとんどの板のローカルルールでは実況禁止厳守となっており、実況板あるいは実況ch内に属する各板を利用する。

## 歴史
- 1999年
  - 6月12日 - テレビ番組板新設
  - 7月 - 広告・CM板新設
  - 10月2日 - 海外テレビ板新設
- 2000年
  - 1月26日 - NHK板（当時はおじゃる丸板）新設
  - 2月5日 - テレビドラマ板新設
  - 4月30日 - ケーブルTV板（当時は衛星ケーブル板）新設
  - 5月 - ラジオ番組板新設
  - 11月28日 - デジタル放送板新設
  - 12月18日 - スカパー板新設
- 2002年
  - 4月17日 - テレビサロン板・懐かしテレビ板・懐かしドラマ板新設
  - 7月15日 - 時代劇板新設
  - 12月31日 - 年末年始番組板新設
- 2003年10月16日 - 懐かしラジオ板新設
- 2004年8月11日 - 大河ドラマ板新設
- 2011年10月8日 - 韓流板新設

## 掲示板
17個の板からなる（2011年10月現在）。

### テレビサロン板
テレビに関する話題を扱う板。テレビサロン板は2002年に「テレビ番組板」から番組以外のスレッド（テレビ局・テレビ業界・地方局に関する話題や批判等）を分離させる形で開設された。正式名称は「テレビサロン＠2ch掲示板」。板タイトルバナーロゴにある「テレサーロ」や「2」のマークは、いずれも関西テレビ放送のパロディであり、それをアレンジして作られたものである。
荒らしが非常に酷く、テレビ系の雑談板でかなり治安が悪い。国語辞典に存在しないフレーズが出現していることもしばしばある（例：「早終」）テレビサロン板では誹謗中傷的な発言に加えて、それに関連したアスキーアートや過度の妄想書き込み、さらに個人攻撃やウイルスコードを貼るなどの荒らしが長年出没していて、荒らし対策でアクセス規制が行われたこともある。

#### 板の歴史
- 2002年4月17日 - テレビ番組板が分割され、開設。
- 2003年11月 - tv4サーバーに移転。
- 2004年4月 - tv6サーバーに移転。
- 2005年6月 - tv8サーバーに移転。
- 2007年
  - 1月19日 - tv10サーバーに移転。
  - 2月23日 - tv11サーバーに移転。
- 2008年8月23日 - mamonoサーバーに移転。
- 2009年3月30日 - dubaiサーバーに移転。
- 2010年
  - 3月3日 - 韓国からのDoS攻撃によりdubaiサーバーが破損、ログが消失した。
  - 3月10日 - yutoriサーバーに移転。

### 年末年始番組板
年末年始番組板では年末年始にかけて放映されるテレビの特別番組などについて語る。
年末の時期が近づくと、書き込みが増える傾向がある。アクセス規制中でも書き込めるため、規制に巻き込まれたときに利用される。

### テレビ番組板
テレビ番組板では放送中または最近の地上波民放放送局のテレビ番組（ドラマをはじめ、各専門板がある番組を除く。また、本スレが懐かし板に移行済みの場合は別扱い）について語る。正式名称は「テレビ番組＠2ch掲示板」。
2010年3月3日、韓国ドメインからの2ちゃんねるへのサイバーテロ事件によってdubaiサーバーのハードディスクが2台とも故障。これによって、全てのログが消失してしまった。

### 懐かしテレビ板
懐かしテレビ板では既に放送終了した番組や、現在放送中の過去の話題や思い出について語る。ただし、放送後1年〜2年以上経つものを目安とする（これは厳密な規定ではない）。一例を挙げると立ち上げられているスレッドは地方の番組から『アメリカ横断ウルトラクイズ』や『クイズダービー』、『8時だョ!全員集合』などといった超人気番組まで幅が広い。
ドラマは懐かしドラマ板、アニメは懐かしアニメ昭和板（昭和以前に制作された作品を扱う）・懐かしアニメ平成板（平成以降に制作された作品で、放送終了後5年以上経過されたものを扱う）で行う。

#### 板の歴史
- 2002年4月17日 - テレビ番組板より分割され、開設。
- 2005年頃 - bubbleサーバーに移転。
- 2006年頃 - bubble4サーバーに移転。
- 2007年頃 - bubble6サーバーに移転。
- 2008年9月27日 - gimpoサーバーに移転。

### テレビドラマ板
テレビドラマ板では現在放送中のテレビドラマ（初回放映日に限られ、再放送及び時代劇は対象外）や放送予定のドラマ（情報元のソース必須）、初回放送終了から1年未満のドラマ作品及び制作関係者（脚本家・制作者など）に関するもの（ただし芸能人は除く）について語る。

#### 板の歴史
- 2000年2月5日 - 管理人であるひろゆきが新板の要望を募ったところ、テレビドラマ板を希望する者がいたため設立。

設立以前はテレビ番組板にテレビドラマのスレッドが立ち、度重なるサーバー落ちとログ消失にドラマ関係の利用者が移動を望んでいたためである。
- 2010年
  - 3月3日 - 韓国ドメインからの2ちゃんねるへのサイバーテロ事件によってdubaiサーバーのハードディスクが2台とも故障。これによって、全てのログが消失してしまった。
  - 3月9日 - dubaiからyutoriへサーバー移転。

### 大河ドラマ板
大河ドラマ板ではNHKにて放送されている大河ドラマ作品について語る。2004年8月11日に時代劇板から分離新設された。2007年12月3日にはlive25からlive27に移転。
2ちゃんねるのスレッドでは、レスが1000を超えるとこれ以上書き込むことが出来ないことを示す自動書き込みが1001レス目に行われるが、大河ドラマ板の場合、ドラマが終わり『（午後）8時45分になりました。ニュースをお伝えします』とアナウンサーが言った直後に、こたつに入った住人がリモコンでテレビの電源を切るAAとなっている。

### 懐かしドラマ板
懐かしドラマ板では初回放送から1年以上経過した昔のドラマ作品に関する話題を扱う。時代劇作品については時代劇板で扱う。

### 時代劇板
時代劇板では時代劇や、歴史もののドラマが好きな人が集まり、実写時代劇の番組や、時代劇によく出演している役者、地上波では放送されていない大河ドラマについて語る。
2010年3月3日、韓国ドメインからの2ちゃんねるへのサイバーテロ事件によってdubaiサーバーのハードディスクが2台とも故障。これによって、全てのログが消失してしまった。

### ラジオ番組板
ラジオ番組板では、現在放送中のAMやFMなどと言った地上波ラジオ番組およびインターネットラジオ番組の他、放送局・受信技術およびradikoに関する話題などを取り扱っている。正式名称は「ラジオ番組＠2ch掲示板」。
基本的には地域（都道府県）単位の総合スレッドで立つが、特定の放送局（特にローカル局ながら固定ファンの多い放送局はその傾向が強い）・特定の番組（ただし一部の番組は各々の関連で立てられることが多い。例えば、アニラジならば、アニメ・声優に関する板で）・特定のパーソナリティ（一部有名タレントの番組の場合は関連板で立てられることが多い）・そのほか特定の事項（各局の改編状況など）で立つこともしばしばで多岐にわたる。
2010年3月3日、韓国ドメインからの2ちゃんねるへのサイバーテロ事件によってdubaiサーバーのハードディスクが2台とも故障。これによって、全てのログが消失してしまった。3月9日にyutoriサーバーへ移転（実質的な新設）。

### 懐かしラジオ板
懐かしラジオ板では過去にAMやFMなどを通じて放送されたラジオ番組に関する話題などが中心となっている。正式名称は「懐かしラジオ＠2ch掲示板」。
放送後から約1〜2年後が目安。ローカルルールでパーソナリティー・ディスクジョッキーの個人スレの立ち上げは一人につき1つのみに定められている。

### 海外テレビ板
海外テレビ板では海外で制作されたテレビ番組に関する話題を扱う板。正式名称は「海外テレビ＠2ch掲示板」である。
番組スレッドについては、1番組につき1スレッドに統一するのがローカルルールただし続編などの別シリーズであることや、ネタバレ防止のために各テレビ局などによりスレッド分けをしても構わない。

#### 板の歴史
- 2008年8月23日 - mamonoサーバーに移転。
- 2010年3月3日 - 韓国ドメインからの2ちゃんねるへのサイバーテロ事件によってdubaiサーバーのハードディスクが2台とも故障し、全てのログが消失。

### 韓流板
韓流に関する話題を扱う板。

### ケーブル放送板
ケーブルTV板ではケーブルテレビ（CATV）放送に関する話題を扱っている。正式名称は「ケーブル放送＠2ch掲示板」。ローカルルールでケーブルテレビ放送事業者スレッドの立ち上げは、1事業者につき1つのみとされている。
2010年3月3日、韓国ドメインからの2ちゃんねるへのサイバーテロ事件によってdubaiサーバーのハードディスクが2台とも故障し、全てのログを消失。

### スカパー板
スカパー!及びスカパー!e2に関する話題を扱う板。主にそれぞれの本サービス内において放送されている各チャンネルネタを中心に取り上げられている。正式名称は「スカパー＠2ch掲示板」。

#### 板の歴史
- 2008年8月23日 - mamonoサーバーに移転。
- 2010年3月3日 - 韓国ドメインからの2ちゃんねるへのサイバーテロ事件によってdubaiサーバーのハードディスクが2台とも故障し、全てのログが消失。

### デジタル放送板
デジタル放送板ではデジタル放送のうちBSデジタル放送及び地上デジタル放送に関する話題を扱う。主にBSデジタル放送局及びその局で放送されている番組が取り上げられている。各都道府県毎の地上デジタル放送事情ネタなども多く取り上げられている。正式名称は「BS・地上デジタル放送＠2ch掲示板」。
2008年8月23日にmamonoサーバーに移転。

### NHK板
NHK板はNHKに関する話題を扱う。主にテレビ番組全般を中心に各地方局ネタやアナウンサーネタも取り上げられている。特に、新人アナウンサーの入局時やアナウンサーの転勤時には、NHKによる正式発表よりも先行してかなり頻繁に取り上げられることが多い。この他、各種番組の話題、さらにはアナウンサーの勤務形態（主として日勤、夜勤）や、受信料に関するものなどがある。正式名称は「NHK＠2ch掲示板」。

#### 板の歴史
- 2000年1月26日 - 「おじゃる丸板」として開設。当時のフォルダ名は「ojya」だった。
- 2001年1月21日 - おじゃる丸板を発展解消する形でNHK板を開設。フォルダ名を「nhk」に変更。（旧）おじゃる丸板はその後もしばらくアクセスが可能であったが、2001年10月30日頃にアクセスできなくなる。
- 2008年8月23日 - mamonoサーバーに移転。
- 2009年3月30日 - dubaiサーバーに移転。
- 2010年
  - 3月3日 - 韓国ドメインからの2ちゃんねるへのサイバーテロ事件によってdubaiサーバーのハードディスクが2台とも故障し、全てのログを消失。
  - 3月10日 - yutoriサーバーに移転して再開。

### 広告・CM板
広告・CM板はテレビなどの広告やコマーシャル（CM）に関する話題を扱う。主に企業関連CMネタをはじめ、その地域でしか見られないCMネタなども取り上げられている。正式名称は「CM＠2ch掲示板」。タイトルバナーはブルーバックと提供クレジットのパロディ。
広告代理店などの広告業界については広告業界板にて、芸能界や芸能人の話題については芸能板などの各板で取り扱う。

#### 板の歴史
- 2008年8月23日 - mamonoサーバーに移転。
- 2010年3月3日 - 韓国ドメインからの2ちゃんねるへのサイバーテロ事件によってdubaiサーバーのハードディスクが2台とも故障し、全てのログを消失。